# Chonemorpha assamensis
Chonemorpha assamensis là một loài thực vật có hoa trong họ La bố ma. Loài này được Furtado mô tả khoa học đầu tiên năm 1935.